# North American Arms
North American Arms — оружейная компания, расположенная в Прово (штат Юта, США) и специализирующаяся на выпуске небольших пистолетов и мини-револьверов.

## Мини-револьверы

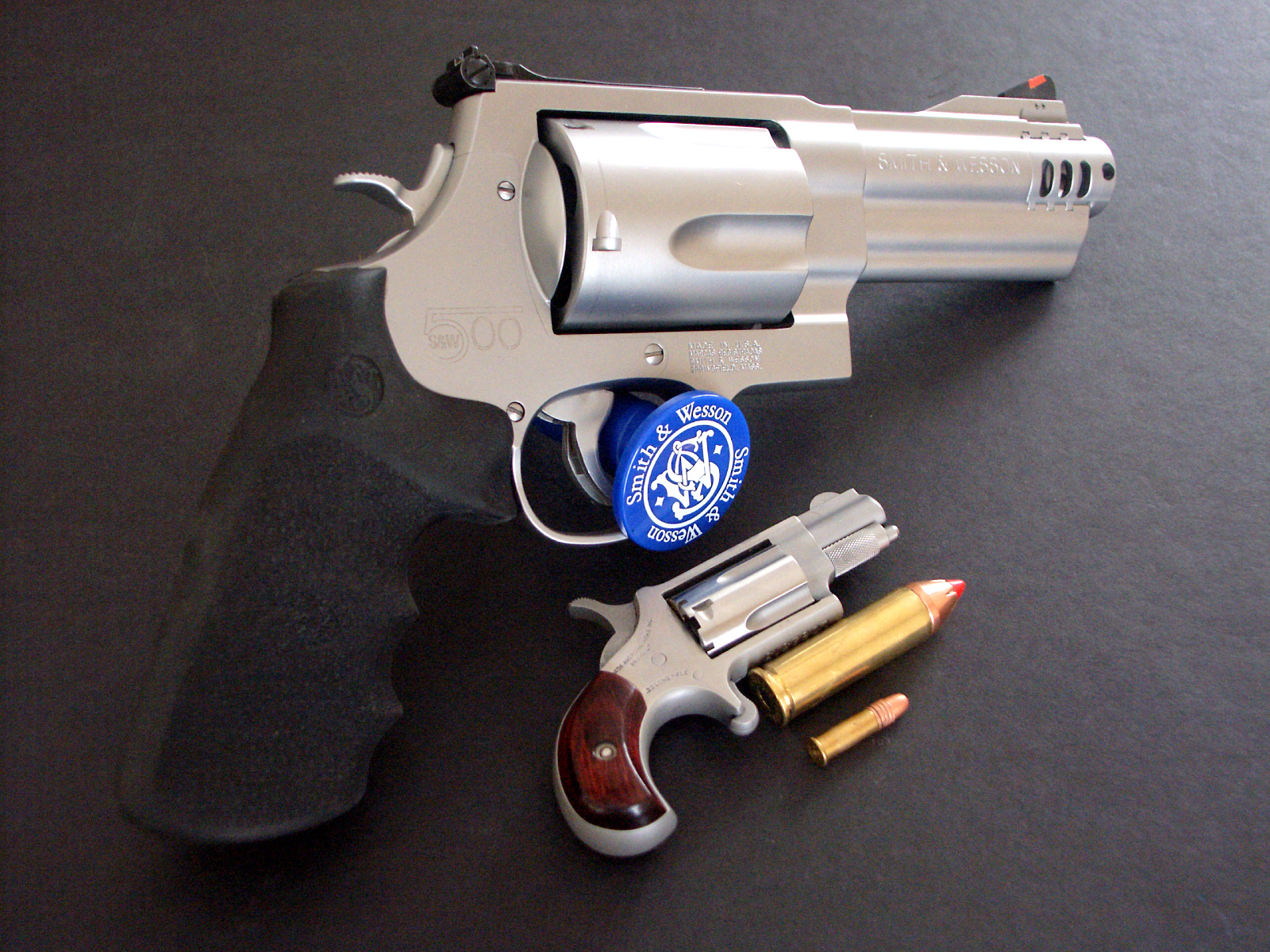
Сравнение Smith & Wesson 500 Magnum и NAA Mini .22 LR

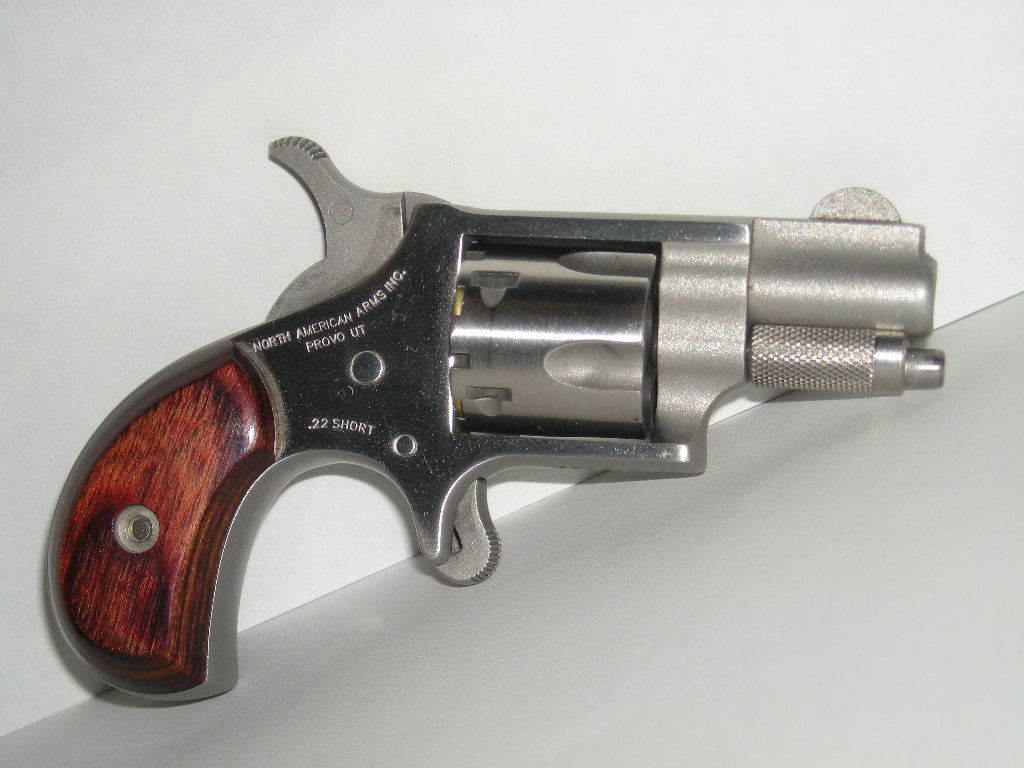
Мини-револьвер производства North American Arms. Модель NAA22S, калибр .22 Short.

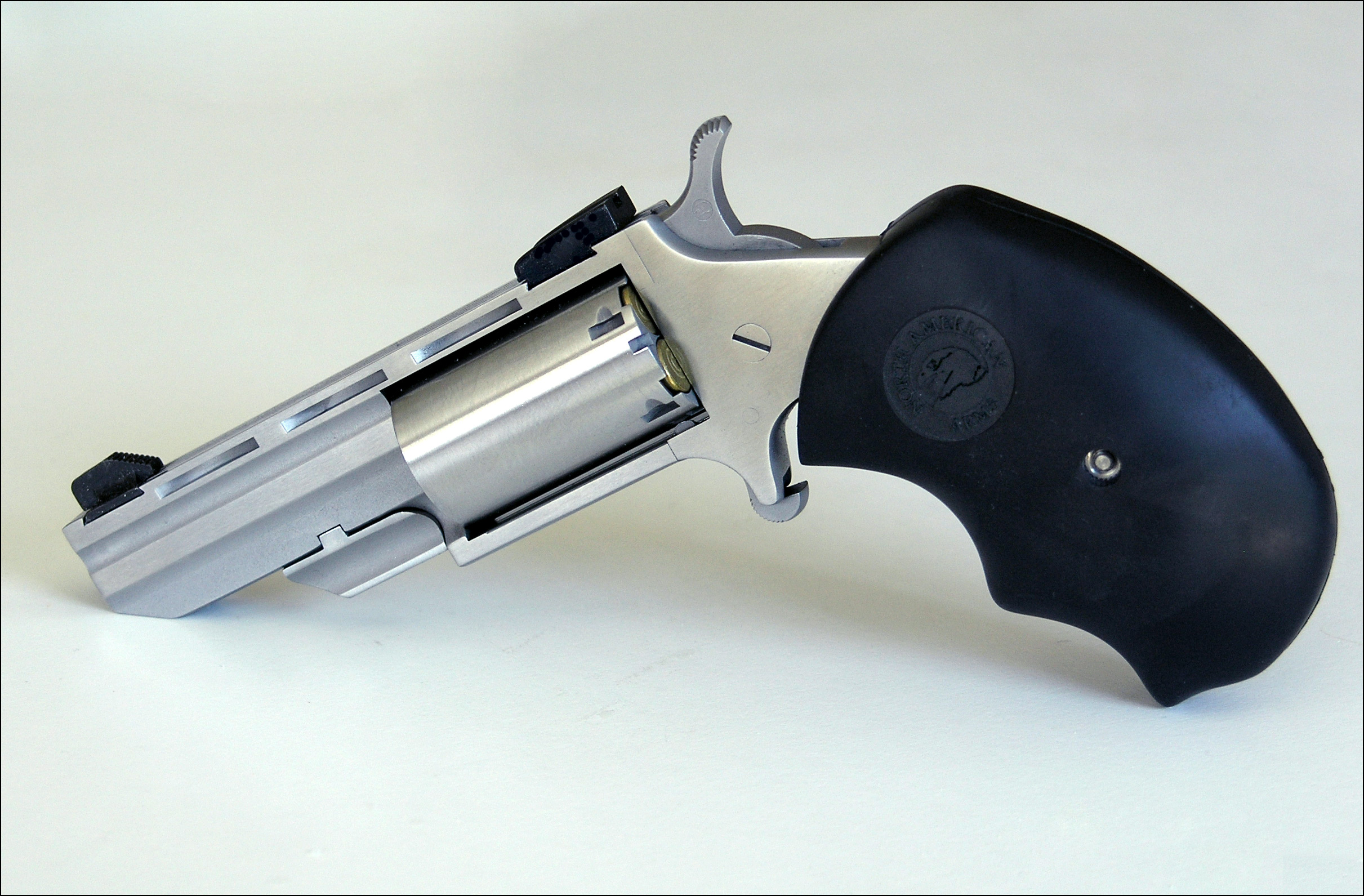
Мини-револьвер производства North American Arms. Модель Black Widow, калибр 22 magnum

Мини-револьверы, производимые компанией, представляют собой пятизарядные револьверы одиночного действия, которые имеют конструкцию спускового крючка. Они напоминают карманные револьверы конца 19-го века, основными отличиями являются их размер, а также то, что мини-револьверы NAA полностью изготовлены из нержавеющей стали Дизайн мини-револьверов был разработан Freedom Arms, которая прекратила продажу этих мини-револьверов в 1990 году, а затем продала дизайн North American Arms. С тех пор North American Arms еще больше развила дизайн, перейдя на конструкцию защитного цилиндра с вырезами, обработанными на полпути между камерами. В результате револьвер можно безопасно носить с заряженными всеми пятью камерами, поместив молоток в предохранительную выемку. Старые мини-револьверы NAA могут быть модернизированы с помощью этого обновления конструкции защитного цилиндра без каких-либо затрат для владельца, просто вернув старый мини-револьвер NAA в North American Arms для обновления.
Пистолеты производятся в следующих калибрах:  
- .25 NAA[англ.]
- 7,65×17 мм
- .32 NAA[англ.]
- 9×17 мм
 Мини-револьверы производятся в следующих калибрах:

- .22 Short
- .22 Long Rifle
- .22 WMR
- 5 мм (Дымный порох)

Некоторое время компания производила и револьверы калибра .17 .
Цилиндр должен быть снят с рамы для загрузки или выгрузки всех мини-револьверов NAA, за исключением двух моделей, "Sidewinder" (откидной цилиндр) и "Ranger II" (открытый цилиндр).

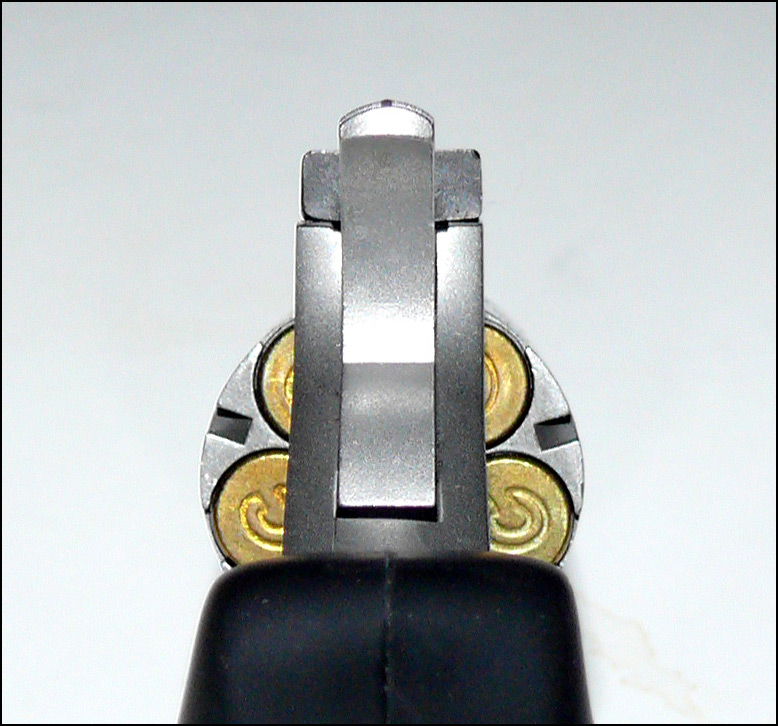
Мини-револьвер Black Widow с ударником в полу-взведённом положении, исключающем случайный накол капсюля.